# 石堤镇 (秀山县)
石堤镇，是中华人民共和国重庆市秀山土家族苗族自治县下辖的一个乡镇级行政单位。

## 行政区划
石堤镇下辖以下地区：
石堤社区、高桥村、水坝村、猫岩村和阳桥村。